# Baraka (музыкальная группа)
Baraka — латвийский этно-джазовый коллектив, основан в 2004 году в Риге. Барака — музыкальная группа, состоящая из европейцев, исполняющая современную таджикскую эстраду в джазовой аранжировке. Участники коллектива — известные латвийские джазмены, многие из них преподаватели высших музыкальных заведений Риги. Начиная с 2007 года под руководством лидеров проекта Дмитрия Евсикова и его дочери Девики Евсиковой (вокал, бас, Chapman Stick) коллектив занимается исследованием и популяризацией таджикской культуры на Западе.

## История создания
Первый состав коллектива — трио: Дмитрий Евсиков — табла и электроника, Инта Брока — скрипка, Кристина Трушиня — танец. В таком составе Барака выпустила три своих первых альбома на питерском этно-лейбле — «Кайлас Рекордс». Основатель лейбла Сергей Завьялов открывает для музыкантов совершенно новые горизонты, обращая их взор в сторону Таджикистана. И уже на втором альбоме группы можно услышать две композиции из репертуара Муборакшо Мирзошоева в инструментальной версии. Но полноценная работа над современной таджикской эстрадой началась чуть позже. Так в 2006 году на «Кайлас Рекордс» выходит третий альбом In Red, в котором трио впервые привлекает других музыкантов для записи диска. Первые три диска коллектива можно отнести к Lounge, Chill Out стилю, тогда как четвертый альбом — Baraka Pamir Remix оказался поворотным в творчестве коллектива, а именно поворотным от лаунджа к этно-джазу. Из коллектива уходит визуализация в виде танца, а также его покидает скрипачка Инта Брока, но появляется вокал — Девика Евсикова.
В 2007 году выходит альбом ремиксов «Aryan Memory», в котором представлены народные памирские мелодии в современной джазвой аранжировке. Первое издание альбома было в Литве, а в 2010 году дополнив «Aryan Memory Pamir Remix» тремя бонус треками диск выходит на московском лейбле «Sketis Music». В 2009 году коллектив выпускает диск собственных ремиксов на композиции первых альбомов под названием Baraka Remixed в Индии (Мумбай). Альбом ремиксов являет собой окончательный переход от лаунджа к этно-джазу.
В 2011 году коллектив начал выпуск серии альбомов — посвящений. Первым диском стал «Tribute to Muboraksho». На диске были представлены самые известные композиции из репертуара Муборакшо Мирзошоева (1961—2000). Дизайн альбома был подготовлен художником оформителем Александром Сурисом из дизайнерской студии 3beez (Израиль).
В 2013 году — выходит альбом Tribute to Nargis, посвященный известной таджикской певице Наргис Бандишоевой (1966—1991). После выхода этого альбома коллектив впервые дал два концерта в Таджикистане, в Хороге (ГБАО) на городском стадионе, в рамках открытия радио «Имруз», и в Душанбе — на летней площадке отеля "Серена" (11 августа 2013 г.) .
В 2014 году выходит альбом Shams, посвященный творчеству одной из известных групп Таджикистана — «Шамс».
В 2015 году выходит альбом посвященный творчеству афганского исполнителя Ахмада Захира (1946—1979) — Hip-Hop Tribute To Ahmad Zahir. В записи альбома принимали участие известные рэп-исполнители Таджикистана, а также таджикская певица Зарина Таджибаева.
В 2016 году коллектив выпустил сразу два альбома. Samo Remix — результат экспедиции на Памир в 2015 году. Основа альбома — записи группы «Само», изданные в Таджикистане, к ним добавились джазовые импровизации и современная электроника. Как итог — Samo Remix, один из первых западных релизов Бадахшанской суфийской музыки вместе с европейским джазом. В этом альбоме впервые для Прибалтики прозвучал очень редкий инструмент Chapman Stick.
Также в 2016 году коллектив выпустил концептуальный альбом Gole Sangam — Persian Women Songs. В записи принимали участие три вокалиста — Девика Евсикова (Латвия), Зарина Таджибаева (Таджикистан-Швейцария) а также Иран Раихи (Иран — Швейцария). В альбом вошли известные песни из Таджикистана, Ирана и Афганистана, а также стихи современных иранских авторов, прочитанные под музыкальное сопровождение коллектива.
Барака первая из европейских групп обратила своё внимание на таджикскую музыку, которая насчитывает тысячелетнюю историю и восходит к Зороастризму. Таджикская музыкальная культура оказалась источником вдохновения всех последующих импровизаций, нашедших свое место в альбомах группы.
В 2017 году группа Барака выпустила альбом Мантры Зороастризма с авторскими музыкальными композициями. Тексты прочитали известный в Европе мобед Камран Джамшиди (Швеция) Kamran Jamshidi, Девика Евсикова (Латвия), Зарина Таджибаева (Таджикистан-Швейцария) а также Иран Раихи (Иран — Швейцария).

## Дискография
- Baraka 2005 Kailas records St. Petersburg[3]
- Baraka «…» 2006 Kailas records St. Petersburg[3]
- Baraka «In Red» 2007 Kailas records St. Petersburg[3]
- Baraka «Pamir remix» 2007 Lithuania[3]
- Baraka «Remixed» 2009 India Mumbai[3]
- Baraka «Pamir remix» special edition 2010 Sketis Music Moscow[3]
- Baraka «Tribute To Muboraksho» special edition 2011 Sketis Music Moscow[4]
- Baraka «Tribute To Nargis» special edition 2013 Sketis Music Moscow[4]
- Baraka «Shams» special edition double CD 2014 Sketis Music Moscow[4]
- Baraka «Tribute to Ahmad Zahir» special edition 2015 Sketis Music Moscow[5]
- Baraka «Samo Remix» special edition 2016 Sketis Music Moscow[6][7]
- Baraka "Gole Sangam «Persian Women songs» special edition 2016 Sketis Music Moscow[8]
- Baraka "Zarathushtra Mantras"  2017 Sketis Music Moscow

## Участники коллектива
- Дмитрий Евсиков — автор проекта, перкуссия, аранжировка[1][3]
- Девика Евсикова — автор проекта, вокал, бас, Chapman Stick[1][3]
- Зарина Таджибаева (Таджикистан-Швейцария) — вокал[8]
- Иран Раихи (Иран-Швейцария) — вокал[8]
- Артем Сарви — фортепиано[3]
- Мадарс Калныньш — фортепиано[3]
- Виктор Рытов — фортепиано
- Валерий Коротков (Россия) — фортепиано
- Денис Пашкевич — саксофон, флейта, бас кларнет[3]
- Райво Сташанс — саксофон[3]
- Вилнис Кундратс — саксофон[3]
- Инта Брока — скрипка
- Нормунд Пиесис — труба[3]
- Янис Амантов — труба
- Егор Ковайков — гитара, ситар, сетор, рубоб
- Артур Кутепов — гитара
- Марцис Василевский — гитара
- Андрей Мельников — гитара
- Зигмунд Жуковский — бас гитара
- Андрей Маркин — бас гитара
- Андрей Орлов — бас гитара
- Артис Орубс — ударные
- Базель Вехбе — уд, вокал
- Алекс Сурис — дизайн
- Сабзали Наврузов — рэп
- Хуршед Назаров — рэп
- Дороб Янс — рэп
- Амин Мамадназаров — рэп
- Хуршед Давранзод — рэп
- Кова Тилавпур — рэп
- Имомдод Орифов — рэп
- Алиджон Бойназаров — рэп
- Мистер Руслан — рэп
- Райан Сабет Пари — рэп
- Камран Джамшиди — текст